# Stepan Mikojan

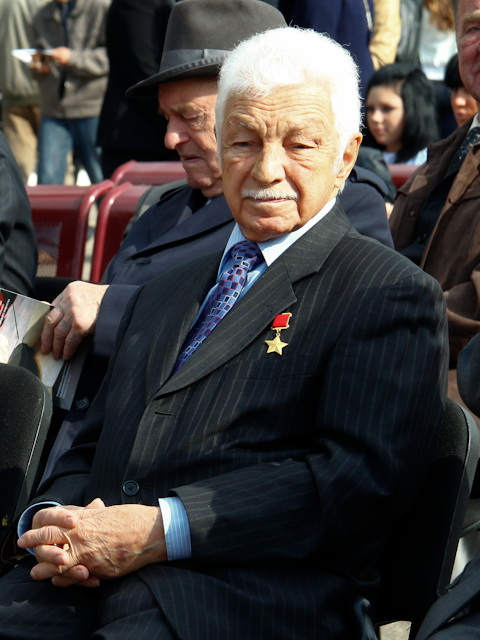
Stepan Mikojan, 2010

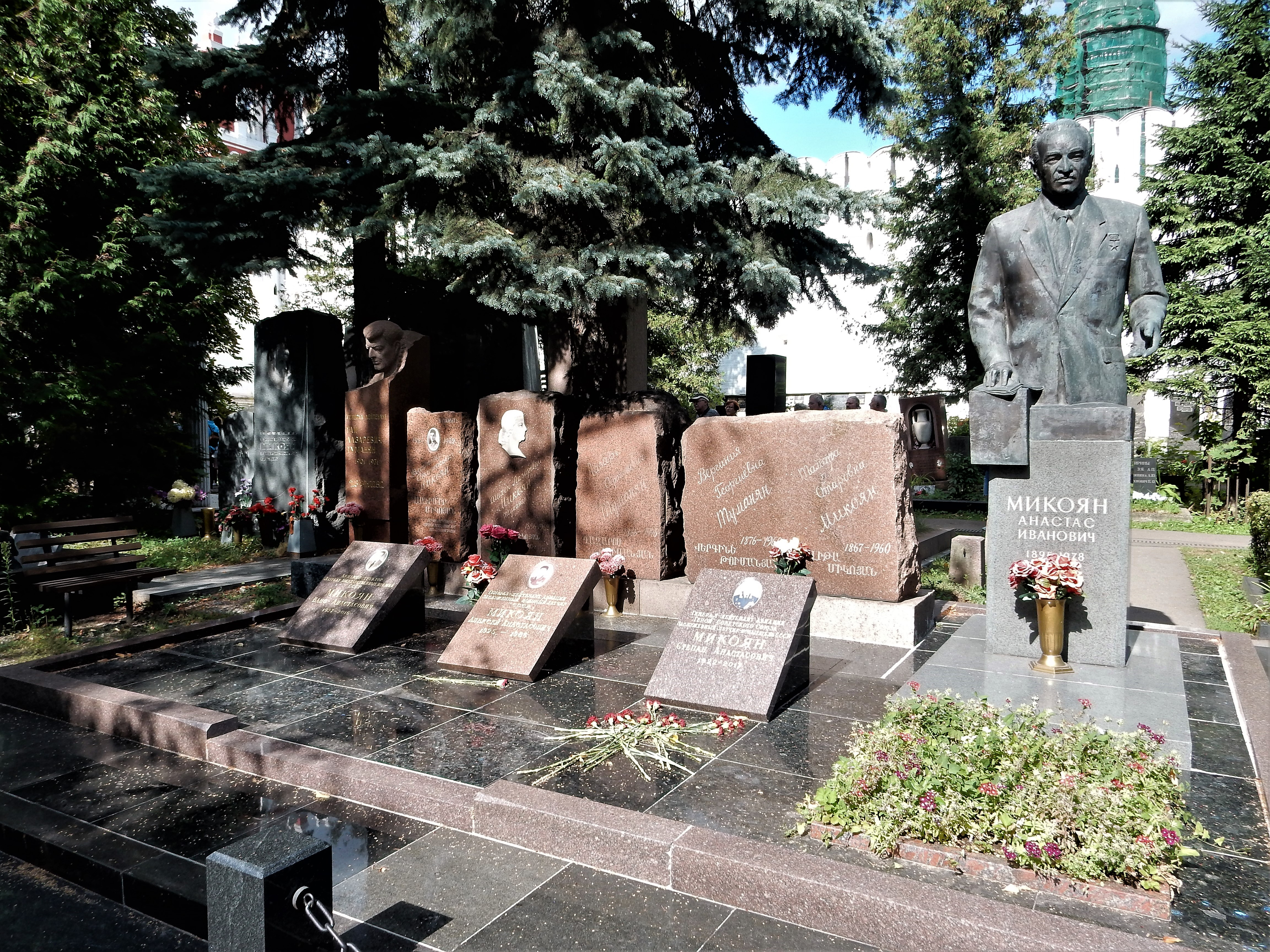
Grabanlage der Familie Mikojan auf dem Nowodewitschi-Friedhof, vorn rechts das Grab von Stepan Mikojan

Stepan Anastasowitsch Mikojan (armenisch Ստեփան Միկոյան, russisch Степан Анастасович Микоян Stepan Anastasowitsch Mikojan; * 12. Juli 1922 in Tbilissi, Georgische Sozialistische Sowjetrepublik, Transkaukasische Sozialistische Föderative Sowjetrepublik; † 24. März 2017 in Moskau, Russische Föderation) war ein sowjetischer Pilot, Generalleutnant und Träger des Ordens Held der Sowjetunion. Sein Vater war der sowjetische Politiker Anastas Mikojan. Sein Onkel war der Flugzeugingenieur Artjom Mikojan. Der Historiker Sergo Mikojan war sein Bruder.

## Werke
Mikojan ist Autor mehrerer Bücher:
- Praktische Aerodynamik manövrierender Flugzeuge: Lehrbuch für Flugpersonal, Wojenisdat 1977
- Instrumentenlandeanflug, Wojenisdat 1979
- Erinnerungen eines Testpiloten, 2002
- Wir sind Kinder des Krieges, 2006

## Auszeichnungen (Auswahl)
- Held der Sowjetunion, 1975
- Leninorden, 1975
- Verdienter Versuchspilot, 1963[1]